# The Thirteenth Commandment
The Thirteenth Commandment è un film muto del 1920 diretto da Robert G. Vignola. Prodotto dalla Famous Players-Lasky Corporation, aveva come interpreti Ethel Clayton, Charles Meredith, Monte Blue, Anna Q. Nilsson, Winter Hall, Arthur Maude.

La sceneggiatura di Alice Eyton si basava sull'omonimo romanzo di Rupert Hughes, uscito dapprima sul Red Book Magazine tra il settembre 1915 e il giugno 1916, e poi pubblicato a New York nel 1916.

## Trama
Resasi conto dopo il disastro finanziario di suo padre che la vita non è più una tranquilla passeggiata come l'aveva vissuta fino a quel momento, Daphne Kip si accorge che pure Clay, il suo fidanzato, non naviga in acque tranquille, essendosi fortemente indebitato per inondarla di regali. La ragazza decide così che è giunto il momento di rendersi finanziariamente indipendente. Dopo che suo fratello Bayard si è sposato con una stravagante ragazza del coro di Broadway, Daphne comincia la sua battaglia senza aiuto alcuno. Dapprima tenta la strada del palcoscenico, ma le va male. Allora si rivolge agli affari, aprendo un negozio di biancheria intima. Rompe anche il fidanzamento con Clay che parte alla volta del West, in cerca di fortuna. L'attività commerciale di Daphne ingrana bene e la ragazza raggiunge il suo scopo, quello di diventare indipendente. E quando anche Clay torna avendo fatto pure lui i soldi, lei accetta di sposarlo solo a condizione di condividere con lui tutte le spese.

## Produzione
Il film fu prodotto dalla Famous Players-Lasky Corporation.

## Distribuzione
Il copyright del film, richiesto dalla Famous Players-Lasky Corp., fu registrato il 3 dicembre 1919 con il numero LP14533.

Distribuito negli Stati Uniti dalla Paramount-Artcraft Pictures, il film - presentato da Jesse L. Lasky - uscì nelle sale cinematografiche nel 1920. In Svezia, fu distribuito con il titolo Elfte budet il 15 agosto 1921.
Non si conoscono copie ancora esistenti della pellicola che viene considerata presumibilmente perduta.